# Piteå

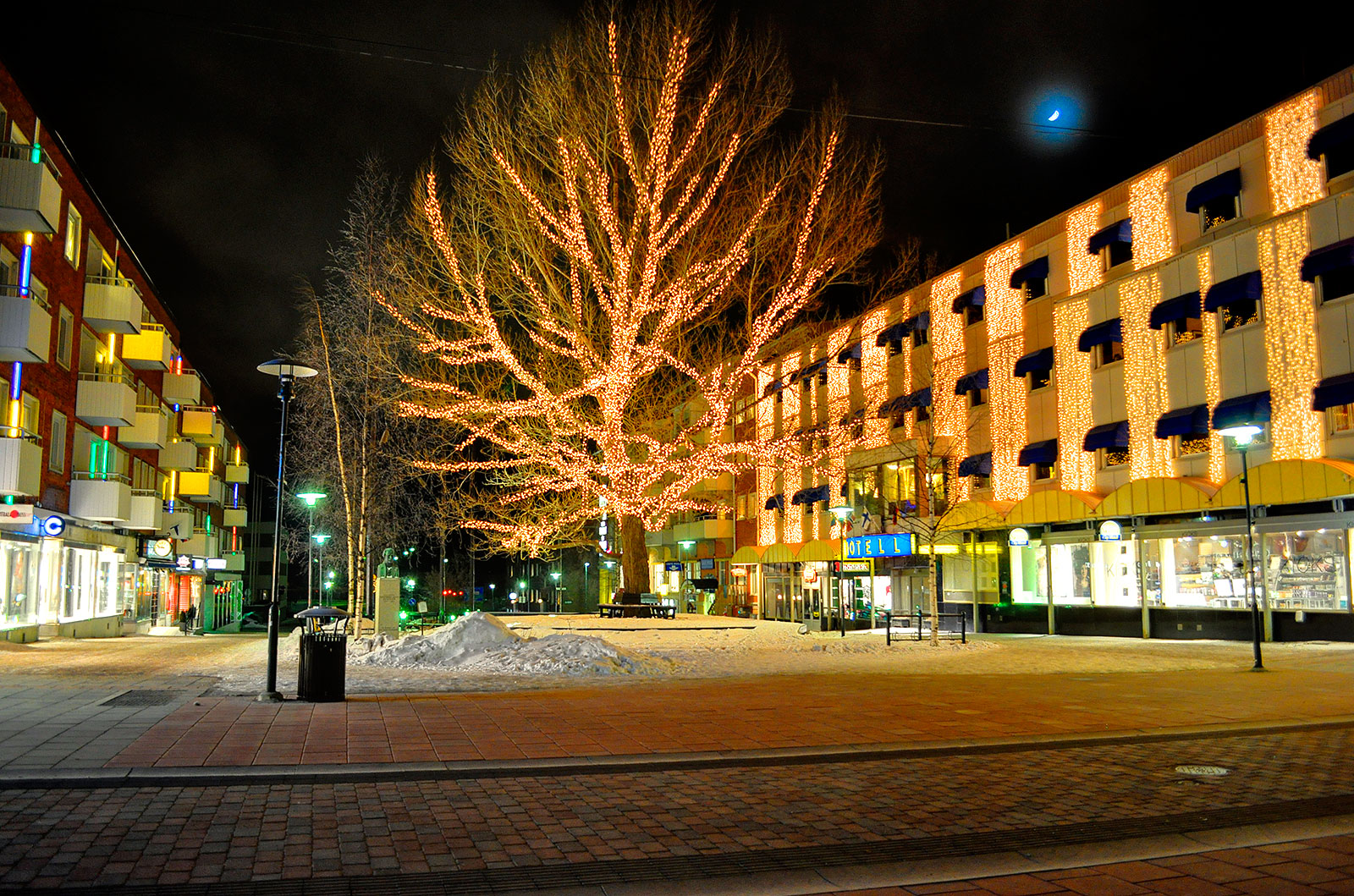
Plaça de la ciutat

Piteå és una localitat de Suècia (àrea urbana) i la seu del municipi de Piteå. Es troba al comtat de Norrbotten. La ciutat té 22.193 habitants (2010). Ocupa 24,74 km².

## Geografia
Piteå es troba a la desembocadura del riu Pite (en suec:Piteälven), a la costa de la Badia de Bothnia. La part central està a una illeta anomenada Häggholmen, la qual per l'aixecament postglacial gairebé ja forma part del continent; el sòl al nord de Suècia s'aixeca auna taxa de 9 mm per any.
Piteå té un arxipèlag atractiu el qual és una de les principals raons per l'arribada de turisme. Hi ha un spa.

## Clima
Piteå té un clima classificat com subàrtic en la classificació de Köppen:Dfc.
2,3 °C. Juliol té 16,5 °C i gener -9,5 °C. La pluviometria mitjana és de 517 litres amb el màxim a l'estiu.

## Història
Piteå va rebre els seus privilegis de ciutat el 12 de maig de 1621. Anteriorment la ciutat estava més al nord on ara hi ha Öjebyn. El juliol de 1666, va ser destruïda per un incendi i pocs anys després es va reconstruir a Häggholmen, una petita illa i actual nucli de Piteå. El 1721, va ser cremada per tropes russes i només va quedar en peus l'edifici de l'església que encara hi és.
La plaça de la ciutat on hi ha l'ajuntament està tancada per cantonades com poques places a Suècia (una d'elles és la d'Uppsala).
La població de Piteå ha crescut molt des del segle xix. En els anys 1870-1920, Piteå només tenia 2,500 habitants. Hi va passar el ferrocarril i es van instal·lar indústries lligades al seu port i la fusta.

## Esport

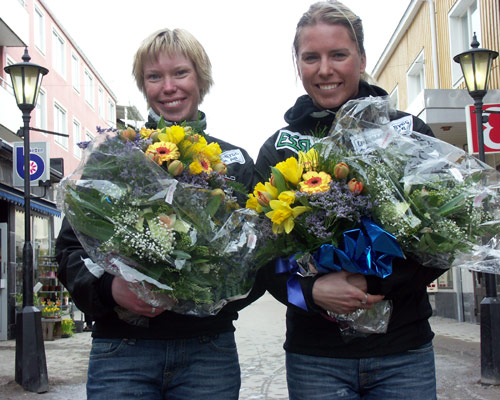
Lina Andersson (esquerra) i Emelie Öhrstig a Piteå en el FIS Nordic World Ski Championships 2005.

El club de futbol masculí, Piteå IF juga en la segona divisió de Suècia i l'equip femení en primera divisió.
L'hoquei sobre gel és el principal esport a la ciutat.

## Persones de Piteå
- Christopher Jacob Boström
- Nils Edén
- Tomas Holmström — NHL jugador del Detroit Red Wings
- Lars Lindgren — jugador NHL
- Liza Marklund
- Peter Mattei, baríon suec
- Mattias Öhlund — NHL jugador del Tampa Bay Lightning
- Stefan Persson — però nascut a Umeå
- Mikael Renberg — jugador de NHL
- Daniel Solander, Botànic del segle XVIII